# فيكتور هال (لاعب كرة قدم أمريكية)
فيكتور هال (بالإنجليزية: Victor Hall)‏ هو لاعب كرة قدم أمريكية أمريكي، ولد في 4 ديسمبر 1968.

## وصلات خارجية
- فيكتور هال على موقع JustSportsStats.com (الإنجليزية)
- فيكتور هال على موقع كلية كرة القدم في سبورتس رفرنس.كوم (الإنجليزية)